# Хацки
Ха́цки (укр. Хацьки) — село в Черкасском районе Черкасской области Украины.
Почтовый индекс — 19634. Телефонный код — 472.

## Население
Население по переписи 2001 года составляло 3105 человек.

### Языковой состав
Родной язык населения по данным переписи 2001 года:
| Язык       | Численность, чел. | Доля     |
| ---------- | ----------------- | -------- |
| Украинский | 3 013             | 97,04 %  |
| Русский    | 84                | 2,71 %   |
| Другое     | 8                 | 0,25 %   |
| Итого      | 3 105             | 100,00 % |

## Местный совет
19634, Черкасская обл., Черкасский р-н, с. Хацки, ул. Ленина, 80